# Tripterygion tartessicum
Tripterygion tartessicum és un peix teleosti de la família dels tripterígids i de l'ordre dels perciformes.

## Morfologia
Pot arribar als 7,7 cm de llargària total.

## Distribució geogràfica
Es troba a les costes centrals de l'Atlàntic oriental i al Mediterrani (des de la costa meridional de la península Ibèrica fins al Marroc i Tunísia).